# Red Hot Dollars
Red Hot Dollars er en amerikansk stumfilm fra 1919 af Jerome Storm.

## Medvirkende
- Charles Ray som Tod Burke
- Gladys George som Janet Muir
- Charles Hill Mailes som Angus Muir
- William Conklin som Peter Garton
- Mollie McConnell som Cornelia Garton